# Bolbotritus bainesi
Bolbotritus bainesi är en skalbaggsart som beskrevs av Bates 1871. Bolbotritus bainesi ingår i släktet Bolbotritus och familjen långhorningar.
Artens utbredningsområde är:
- Kenya.
- Moçambique.
- Zimbabwe.

Inga underarter finns listade.